# Klif

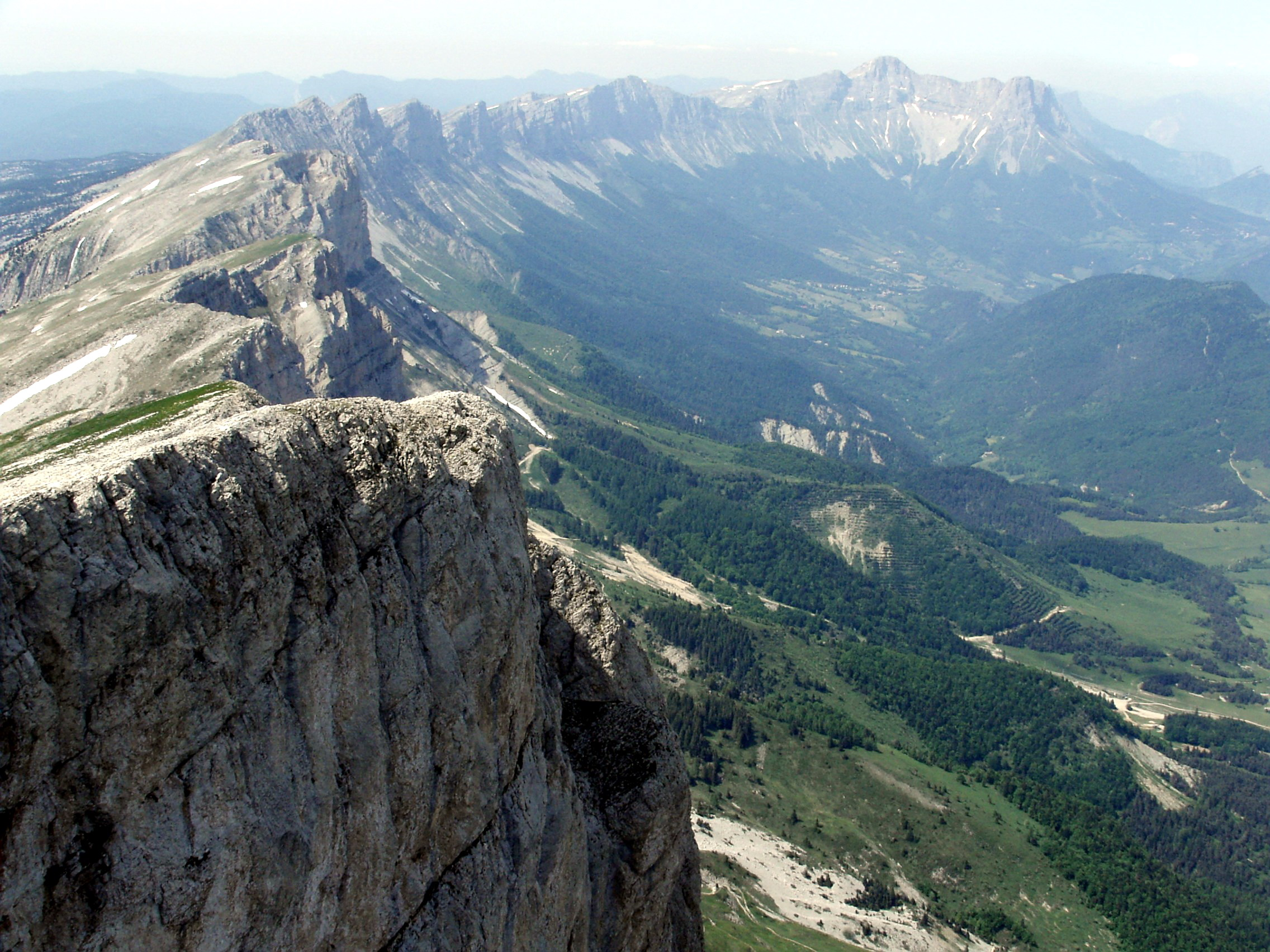
De oostelijke rand van de Vercors wordt voornamelijk gevormd door een reeks kliffen

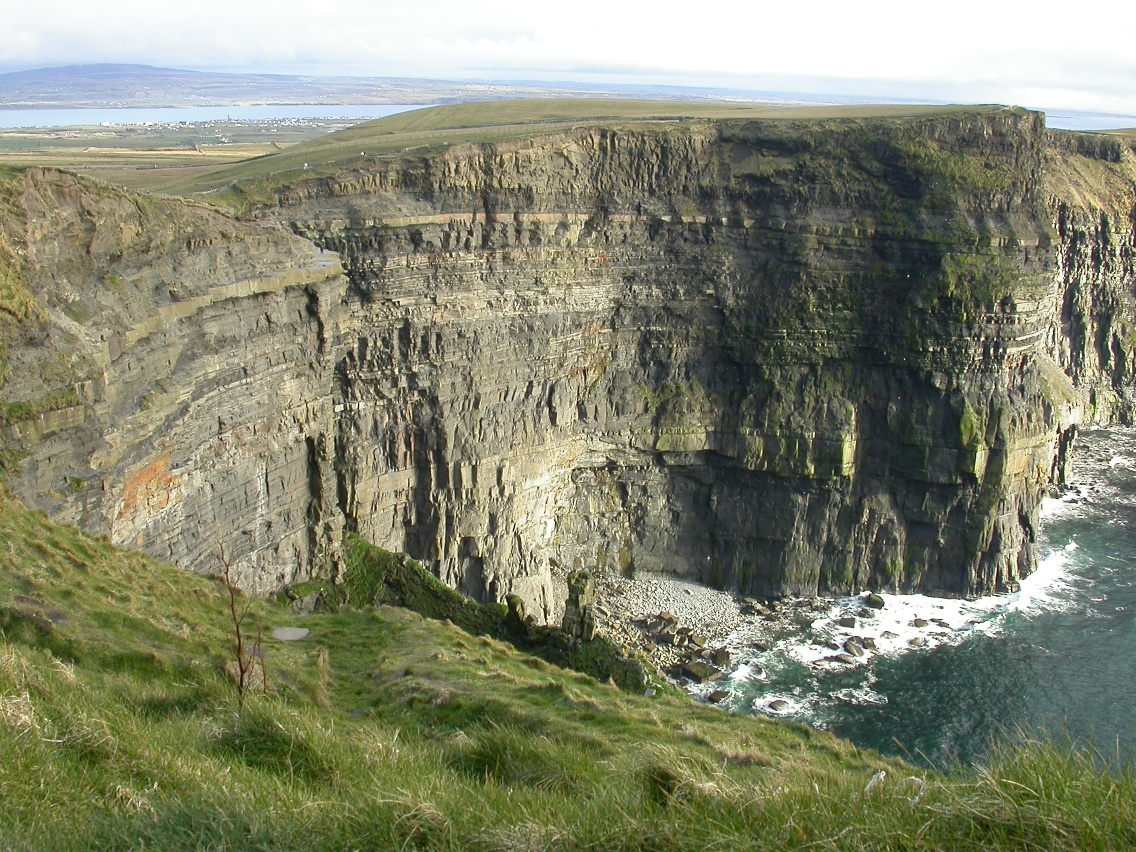
De Kliffen van Moher in Ierland

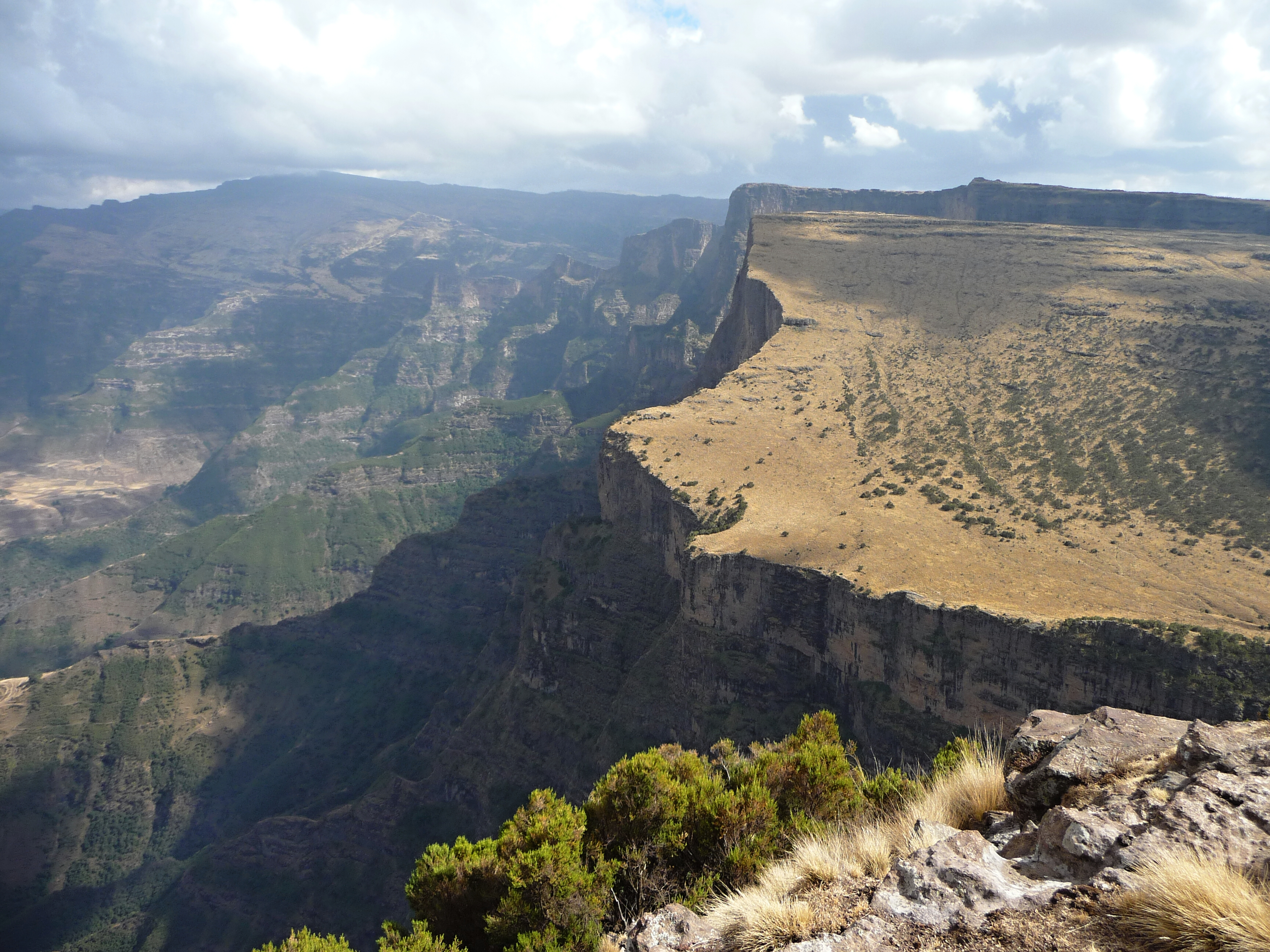
Kliffen in het Simiengebergte

Een klif (ook wel afgrond) is in de geografie een aanmerkelijke verticale, of bijna verticale, rotsverheffing. Kliffen worden meestal gevormd door erosieprocessen en verwering. Kliffen komen voor langs kusten, in bergachtige gebieden, escarpementen en langs rivieren. In het algemeen bestaan kliffen uit rotsen die bestendig zijn tegen erosie en verwering. Afzettingsgesteenten die kliffen vormen zijn onder meer zandsteen, kalksteen, krijtgesteente en dolomiet. Ook stollingsgesteenten, zoals graniet en basalt, vormen kliffen.
De meeste kliffen hebben een soort puinkegel aan hun basis. In droge gebieden of onder hoge kliffen zijn dit over het algemeen losliggende brokken gevallen rots. In vochtige gebieden wordt deze vaak door grond bedekt.
Veel kliffen vertonen watervallen of holtes onder de rand van de rots. Soms loopt een klif geleidelijk dood aan het eind van een keten, waarbij tafelvormige rotsen of andere rotsformaties achterblijven.

## Kliffen in de wereld

### Azië
- Massada, Israël
- Dode Zee, Israël

### Europa
- Kaap Enniberg, Faeröer (Denemarken)
- Møns Klint, Denemarken
- Dinglikliffen, Malta
- Kanaal van Bristol, Groot-Brittannië
- Hangmankliffen, Groot-Brittannië
- Beachy Head, Groot-Brittannië
- Krijtrotsen van Dover, Groot-Brittannië
- Preikestolen, Noorwegen
- Slieve League, Ierland
- Kliffen van Moher, Ierland
- Cabo Girão, Madeira (Portugal)
- Cabo de la Nao, Spanje
- Strunjanklif, Slovenië
- Luobákti, Zweden
- Stortoppen, Zweden
- Verschillende kliffen in het Franse departement Pas-de-Calais en in Normandië
  - Voorbeelden: Cap Blanc-Nez en Cap Gris-Nez
- Kliffen in Gaasterland, Friesland - uniek in het huidige Nederland
  - Voorbeeld: Mirnser Klif

### Noord-Amerika
- El Capitan, Californië
- Devils Tower, Wyoming
- Shiprock, New Mexico
- North Twin Peak, Canada
- Mount Thor, Canada
- Mount Asgard, Canada
- Stawamus Chief, Canada
- Black Canyon van het Gunnison National Park, Colorado
- Calvert Cliffs, Maryland
- Kalaupapa, Hawaï

### Zuid-Amerika
- Cerro Torre, Argentinië en Chili
- Cerro Chaltén, Argentinië en Chili
- Cordillera del Paine, Chili

### Afrika
- Kogelberg, Zuid-Afrika
- Chapman's Peak, Zuid-Afrika
- Cape Point, Zuid-Afrika
- Drakensbergen, Zuid-Afrika
- Klein Winterhoek, Zuid-Afrika
- Mount Meru, Tanzania

## Kliffen op andere hemellichamen

#### Veronarots
De hoogst bekende klif in het zonnestelsel is de Veronarots, een rotsformatie van ongeveer 20 km hoog die zich bevindt op Miranda, een maan van Uranus.

#### Silver Spur
Tijdens de bemande maanlanding van Apollo 15 in juli-augustus 1971, werd een Trompe-l'oeil effect veroorzaakt door de zuidoostelijk gelegen berg Silver Spur, die daardoor een merkwaardig klif-achtig voorkomen had. Zie Hasselblad foto AS15-87-11747, genomen kort na de landing.